# Između ljubavi i mržnje
Između ljubavi i mržnje je 16. album bosanskohercegovačke i hrvatske pjevačice Nede Ukraden izdan za srpsko tržište 1995. godine u Produkciji gramofonskih ploča RTS i to kao kazeta, dok je CD izdanje napravljeno naknadno u Makedoniji u studiju "Fermo Skopje". 

## Popis pjesama

### A strana
- A1. Ti imaš sve 3:13

D. Brajović, Z. Tutunović
- A2. Što te nema (duet Radomir Mihajlović Točak) 4:07

Aleksa Šantić, Narodna, Z. Tutunović
- A3. Hop cup 2:41

D. Abadić, Goran Bregović
- A4. Budim se 2:49

A. Milić, Z. Tutunović
- A5. Nek ti bude 3:16

Neda Ukraden, Technologique
- A6. Pusti zvezde 3:21

A. Milić

### B strana
- B1. Tanka linija 3:20

D. Abadić, D. Brajović
- B2. Stale reke 3:08

Saša Popović, V. Petković, Z. Radetić
- B3. Odlazim 3:02

Neda Ukraden, Technologique
- B4. Dobro veče samoćo 3:52

A. Milić, Technologique
- B5. Voli me do bola 3:31

S. Popović, D. Abadić, Simonida
- B6. Nema zore, nema dana (duet Mićo Vujović) 3:30

D. Simović, M. Vujović, Neda Ukraden

## O albumu
Poslije jednogodišnje pauze, Neda na početku 1995. godine snima novi album – "Između ljubavi i mržnje". Kao suradnika odabire, tada skoro nepoznatog, mladog Dragana Brajovića, koji stvara veliki tadašnji hit – "Ti imaš sve", za koji je snimljen i spot. Osim Dragana, pojavljuju se i Zoran Tutunović, Aleksandar Milić, Dejan Abadić, hrvatski autor – Technologique, crnogorski pjevač Mićo Vujović (s njim je snimila i duet koji zatvara album – "Nema zore, nema dana") ali i Saša Popović i Simonida. 
Album je prožet modernim dance-pop-folk zvukom. Kao biser albuma, i kao trajni, svevremenski hit, našla se pjesma Alekse Šantića "Što te nema", na kojoj gitarske dionice svira Radomir Mihailović – Točak. Na albumu je i obrada hita Bijelog dugmeta – "Hop-cup" iz 1975. godine, i ponovna Nedina suradnja s Bregovićem (poslije LP ploče "Ko me to odnekud doziva" iz 1976. godine).

## Linkovi
- Album "Između ljubavi i mržnje" na www.discogs.com